# 平和元年
平和元年は2015年7月22日に発売された、元ちとせのカヴァーアルバム。
戦後70年を機に平和への思いを込めた内容になっており、タイトルも「今こそ平和をもう一度真剣に考える年になってほしい」という想いからつけられたものである。
ギタリストとして全曲に参加した間宮工はアレンジャー・サウンドプロデューサーとしても参加している。
2015年12月30日に第57回日本レコード大賞の企画賞を受賞した。

## 収録曲
1. 腰まで泥まみれ(5：18)
作詞・作曲：ピート・シーガー 訳詞：中川五郎
2. スラバヤ通りの妹へ(5:12)
作詞・作曲：松任谷由実
3. 美しき五月のパリ(4:24)
日本語詞：加藤登紀子
4. ユエの流れ(4:50)
作詞：桐雄二郎　作曲：須摩洋朔
5. リリー・マルレーン(5:32)
作詞：ハンス・ライプ 作曲：ノルベルト・シュルツェ　訳詞：片桐和子
6. 最后のダンスステップ(3:14)
作詞・作曲：あがた森魚
佐野史郎とデュエット
7. 戦争は知らない(4:03)
作詞：寺山修司　作曲：加藤ヒロシ
8. 死んだ男の残したものは(5:19)
作詞：谷川俊太郎　作曲：武満徹
9. ケ・サラ(5:20)
作詞：F.Migliacci（英語版）　作曲：C Pes（イタリア語版）/ J Fontana 訳詞：岩谷時子
10. 永遠（トワ）の調べ(3:15)
日本語詞：HUSSY_R　作曲：Lady john Douglas Scott
  - 11枚目のシングル表題曲。角川映画『日輪の遺産』イメージソング。

### スペシャルボーナストラック
1. 死んだ女の子(4:05)
作詞：ナジム・ヒクメット　作曲：外山雄三　編曲：坂本龍一　日本語訳：中本信幸

元が2005年に発表した楽曲であり、『ハナダイロ』にボーナストラックとして収録されている。
2. さとうきび畑(4:22)
作詞・作曲：寺島尚彦